# Práxedis G. Guerrero

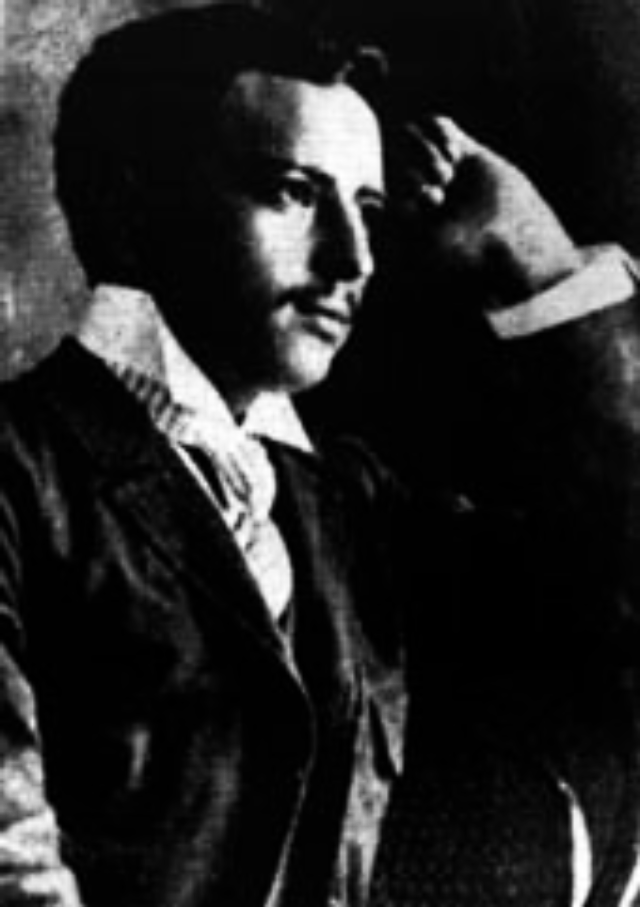
Práxedis G. Guerrero

Práxedis Gilberto Guerrero (León, 28 augustus 1882 - Janos, 30 december 1910) was een Mexicaans journalist en revolutionair.
Guerrero raakte als journalist betrokken bij het verzet tegen de dictator Porfirio Díaz en sloot zich aan bij de Mexicaanse Liberale Partij (PLM) van Ricardo Flores Magón. In 1908 werd hij door de autoriteiten het land uit gezet. Vanuit de Verenigde Staten publiceerde hij meerdere tijdschriften waarin hij opriep tot het omverwerpen van Díaz. In november 1910, bij het uitbreken van de Mexicaanse Revolutie, deed hij bij Ciudad Juárez een inval in Mexico. Guerrero wist verschillende plaatsen in de deelstaat Chihuahua in te nemen, maar kwam na de inname van Janos op niet opgehelderde wijze om het leven.